# Mathias Gerl
Mat(t)hias Franz Gerl beziehungsweise Mathias Gerl der Jüngere (* 1. April 1712 in Klosterneuburg, Niederösterreich; † 13. März 1765 in Wien) war österreichischer Architekt und Baumeister.

## Leben
Mathias Gerl der Jüngere gehörte zu einer Wiener Baumeisterfamilie, wobei weiters Josef Gerl (1734–1798) zu nennen ist. Seine Architektur war von Johann Lucas von Hildebrandt beeinflusst.
Im Jahr 1829 wurde in Wien-Landstraße (3. Bezirk) die Gerlgasse nach ihm benannt.

## Realisierungen

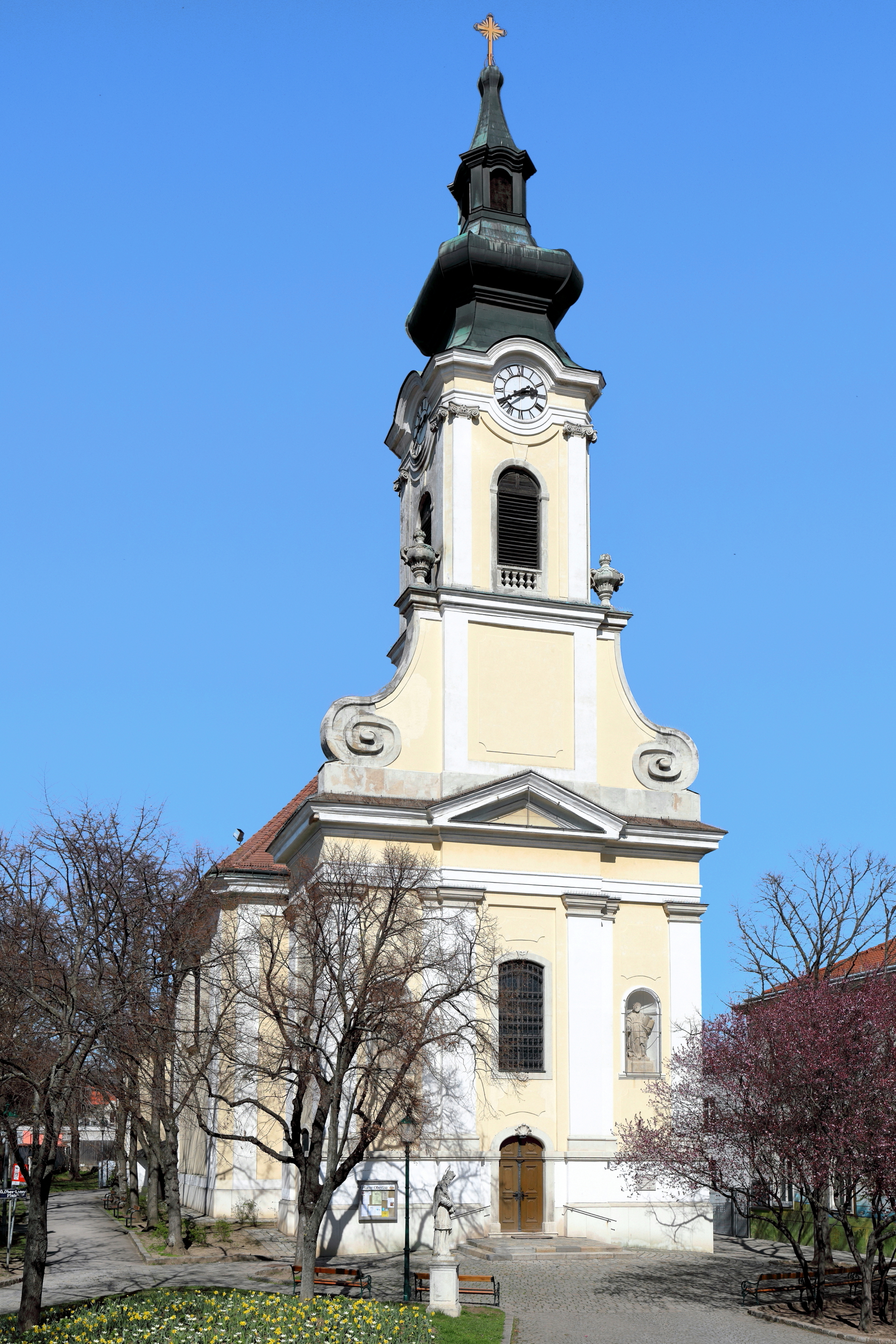
Pfarrkirche Oberlaa

- 1742–1745: Umbau: Ober St. Veiter Pfarrkirche
- 1743: Piaristenkirche Maria Treu (Wien)
- 1743–1747: Piaristenkirche Mariä Reinigung (Gleisdorf)
- 1744: Pfarrkirche Oberlaa
- 1746: Klosterneuburger-Hof in Wien
- 1746–1747: Simmeringer Pfarrkirche
- 1752: Burg in Wiener Neustadt
- 1751–1754: Erweiterung der Böhmische Hofkanzlei in Wien
- 1752: Pfarrhof in Melk
- 1753: Pfarrkirche St. Gertrud - Währing (heute: Wien 18. Bezirk)
- 1754–1756: St. Thekla (Wien) in Wieden
- 1758: Barockausbau der Pfarrkirche Rohrbach bei Ziersdorf
- 1768–1771: mit Maurermeister Johann Reitmayer: Pfarrkirche Großriedenthal
- Pfarrkirche Traiskirchen

## Der kaiserliche Steinbruch
Vor allem tragende Architekturteile wurden aus härtestem Kaiserstein gearbeitet, so ist eine intensive Zusammenarbeit mit Kaisersteinbrucher Meistern dokumentiert.